# Beg Bāgh
Beg Bāgh (persiska: بگ باغ, Beyg Bāghī) är en ort i Iran.   Den ligger i provinsen Ardabil, i den nordvästra delen av landet, 500 km nordväst om huvudstaden Teheran. Beg Bāgh ligger 676 meter över havet och antalet invånare är 122.
Terrängen runt Beg Bāgh är kuperad, och sluttar norrut. Runt Beg Bāgh är det ganska tätbefolkat, med 58 invånare per kvadratkilometer. Närmaste större samhälle är Germī, 5,9 km söder om Beg Bāgh. Trakten runt Beg Bāgh består till största delen av jordbruksmark.